# Walter Pater
Walter Horatio Pater (4 de agosto de 1839 — 30 de julho de 1894) foi um ensaísta e crítico literário inglês.